# Малобікшихське сільське поселення
Малобі́кшихське сільське поселення (рос. Малобикшихское сельское поселение) — муніципальне утворення у складі Канаського району Чувашії, Росія. Адміністративний центр — присілок Малі Бікшихи.

## Населення
Населення — 1537 осіб (2019, 1711 у 2010, 1742 у 2002).

## Склад
До складу поселення входять такі населені пункти:
| Населений пункт        | Населення, осіб (2002) | Населення, осіб (2010) |
| ---------------------- | ---------------------- | ---------------------- |
| Зелений, селище        | 114                    | 87                     |
| Келте-Сюле, присілок   | 84                     | 88                     |
| Малі Бікшихи, присілок | 1475                   | 1470                   |
| Новий, селище          | 69                     | 66                     |